# Valeriana moorei
Valeriana moorei är en kaprifolväxtart som beskrevs av Barrie. Valeriana moorei ingår i släktet vänderötter, och familjen kaprifolväxter. Inga underarter finns listade i Catalogue of Life.